# Азербайджан на Европейских играх 2023
Азербайджан на Европейских играх 2023, которые проходили в Кракове с 21 июня по 2 июля 2023 год, был представлен 100 спортсменами в 14 видах спорта. На церемонии открытия Игр знаменосцами сборной Азербайджана были шпажист Барат Гулиев и стрелок из лука Яйлагюль Рамазанова.

## Медали
| Золото  |                    |                                               |         |
| №       | Спортсмены         | Вид спорта (дисциплина)                       | Дата    |
| 1       | Турал Агаларзаде   | Карате (до 67 кг, мужчины)                    | 22 июня |
| 2       | Ирина Зарецкая     | Карате (до 68 кг, женщины)                    | 23 июня |
| 3       | Фарид Агамогланов  | Кикбоксинг (фулл-контакт до 63,5 кг, мужчины) | 2 июля  |
| Серебро |                    |                                               |         |
| №       | Спортсмены         | Вид спорта (дисциплина)                       | Дата    |
| 1       | Сайяд Дадашов      | Тхэквондо (до 54 кг, мужчины)                 | 23 июня |
| 2       | Мухаммад Абдуллаев | Бокс (свыше 92 кг, мужчины)                   | 2 июля  |
| Бронза  |                    |                                               |         |
| №       | Спортсмены         | Вид спорта (дисциплина)                       | Дата    |
| 1       | Асиман Гурбанлы    | Карате (свыше 84 кг, мужчины)                 | 23 июня |
| 2       | Гашим Магомедов    | Тхэквондо (до 58 кг, мужчины)                 | 23 июня |
| 3       | Хаял Алиев         | Тайский бокс (до 67 кг, мужчины)              | 26 июня |
| 4       | Айсу Девришова     | Тайский бокс (до 57 кг, женщины)              | 26 июня |
| 5       | Эмили Рзаева       | Тайский бокс (до 63,5 кг, женщины)            | 26 июня |
| 6       | Мурад Аллахвердиев | Бокс (до 80 кг, мужчины)                      | 30 июня |

| Медали по видам спорта | Медали по видам спорта | Медали по видам спорта | Медали по видам спорта | Медали по видам спорта |
| ---------------------- | ---------------------- | ---------------------- | ---------------------- | ---------------------- |
| Вид спорта             | 1                      | 2                      | 3                      | Итого                  |
| Бокс                   | 0                      | 1                      | 1                      | 2                      |
| Карате                 | 2                      | 0                      | 1                      | 3                      |
| Кикбоксинг             | 1                      | 0                      | 0                      | 1                      |
| Тхэквондо              | 0                      | 1                      | 1                      | 2                      |
| Тайский бокс           | 0                      | 0                      | 3                      | 3                      |
| Всего                  | 3                      | 2                      | 6                      | 11                     |

| Медали по дням | Медали по дням | Медали по дням | Медали по дням | Медали по дням |
| -------------- | -------------- | -------------- | -------------- | -------------- |
| Дата           | 1              | 2              | 3              | Итого          |
| 22 июня        | 1              | 0              | 0              | 1              |
| 23 июня        | 1              | 1              | 2              | 4              |
| 24 июня        | 0              | 0              | 0              | 0              |
| 25 июня        | 0              | 0              | 0              | 0              |
| 26 июня        | 0              | 0              | 3              | 3              |
| 27 июня        | 0              | 0              | 0              | 0              |
| 28 июня        | 0              | 0              | 0              | 0              |
| 29 июня        | 0              | 0              | 0              | 0              |
| 30 июня        | 0              | 0              | 1              | 1              |
| 1 июля         | 0              | 0              | 0              | 0              |
| 2 июля         | 1              | 1              | 0              | 2              |
| Всего          | 3              | 2              | 6              | 11             |

| Медали по полу | Медали по полу | Медали по полу | Медали по полу | Медали по полу |
| -------------- | -------------- | -------------- | -------------- | -------------- |
| Пол            | 1              | 2              | 3              | Итого          |
| Мужчины        | 2              | 2              | 4              | 8              |
| Женщины        | 1              | 0              | 2              | 3              |
| Всего          | 3              | 2              | 6              | 11             |

## Состав сборной
Бадминтон
1. Эди Рески Двичао
2. Эзми Говимурамадхони
3. Кешья Фатима Захра
4. Эра Мафтуха

 Бокс
1. Масуд Юсифзаде
2. Умид Рустамов
3. Сархан Алиев
4. Малик Гасанов
5. Мурад Аллахвердиев
6. Лорен Альфонсо Домингес
7. Мухаммад Абдуллаев
8. Анаханым Исмайлова
9. Зейнаб Рагимова
10. Махсати Гамзаева-Агамалыева
11. Шахла Аллахвердиева
12. Айнур Рзаева

 Дзюдо
1. Нариман Мирзоев
2. Рашид Мамедалиев
3. Эльджан Гаджиев
4. Вугар Талыбов
5. Джамал Гамзатханов
6. Имран Юсифов
7. Фидан Ализаде
8. Субаба Агаева
9. Гюнель Гасанли
10. Нармин Амирли
11. Нигяр Сулейманова

 Карате
1. Аминага Гулиев
2. Турал Агаларзаде
3. Фарид Агаев
4. Асиман Гурбанлы
5. Фидан Теймурова
6. Мадина Садыхова
7. Ирина Зарецкая
8. Фарида Алиева

 Кикбоксинг
1. Фарид Агамогланов
2. Эльшад Шахбазов

 Лёгкая атлетика
1. Джавид Мамедов
2. Эльман Абышов
3. Алексей Алиакперов
4. Али Абдиев
5. Гадир Гурбанов
6. Кясгин Аббасзаде
7. Алексис Копельо
8. Исмаил Алиев
9. Ламия Велиева
10. Илаха Гулиева
11. Анна Юсупова
12. Фахрийя Тагизаде
13. Екатерина Сарыева
14. Анна Скидан

 Падел-теннис
1. Нармина Багирова
2. Самира Алиева

 Пляжный футбол
1. Вагиф Ширинбеков
2. Эльшад Манафов
3. Орхан Мамедов
4. Эльчин Гасымов
5. Амид Назаров
6. Рамиль Алиев
7. Сабир Аллахгулиев
8. Джомард Бахшалиев
9. Гусейн Ахундов
10. Иса Зейналлы
11. Фуад Гусейнов
12. Камран Гурбатов

 Стрельба
1. Руслан Лунёв
2. Нигяр Насирова
3. Нурлана Джафарова
4. Регина Мефтахатдинова
5. Севда Наджафова
6. Айдан Джамалова
7. Ульвия Эйвазова
8. Алина Рафиханова
9. Нармина Самедова
10. Нармин Аббаслы

 Стрельба из лука
1. Яйлагюль Рамазанова

 Тайский бокс
1. Махаббат Гумбатов
2. Хаял Алиев
3. Эмили Рзаева
4. Айсу Девришова

 Триатлон
1. Ростислав Певцов

 Тхэквондо
1. Сайяд Дадашов
2. Гашим Магомедов
3. Джавад Агаев
4. Эльтадж Гафаров
5. Талех Сулейманов
6. Миная Акперова
7. Патимат Абакарова
8. Фарида Азизова

 Фехтование
1. Салех Мамедов
2. Айхан Хасыев
3. Мурад Акперов
4. Магсуд Гусейнли
5. Кянан Алиев
6. Барат Гулиев
7. Руслан Гасанов
8. Анна Башта
9. Валерия Большакова
10. Сабина Керимова
11. Палина Каспиарович

## Результаты соревнований

### Бадминтон
Мужчины
| Соревнование     | Спортсмен                               | Групповой раунд                   | Групповой раунд                          | Групповой раунд                          | Групповой раунд | 1/8 финала                 | Четвертьфинал         | Полуфинал             | Финал                 | Финал                 |
| Соревнование     | Спортсмен                               | Соперник Результат                | Соперник Результат                       | Соперник Результат                       | Место           | Соперник Результат         | Соперник Результат    | Соперник Результат    | Соперник Результат    | Место                 |
| ---------------- | --------------------------------------- | --------------------------------- | ---------------------------------------- | ---------------------------------------- | --------------- | -------------------------- | --------------------- | --------------------- | --------------------- | --------------------- |
| одиночный разряд | Эди Рески Двичао                        | Луис Энрике Пенальвер (ESP) В 2:1 | Димитар Янакиев (BUL) В 2:1              | Данило Боснюк (UKR) В 2:0                | 1 Q             | Калле Кольонен (FIN) П 0:2 | Завершил выступление  | Завершил выступление  | Завершил выступление  | Завершил выступление  |
| парный разряд    | Эди Рески Двичао / Эзми Говимурамадхони | Бен Лейн / Шон Венди (GBR) П 0:2  | Джованни Греко / Давид Салют (ITA) П 1:2 | Джошуа Магги / Пол Рейнольдс (IRL) В 2:1 | 3               | Завершили выступление      | Завершили выступление | Завершили выступление | Завершили выступление | Завершили выступление |

Женщины
| Соревнование     | Спортсмен                        | Групповой раунд                                | Групповой раунд                        | Групповой раунд                                | Групповой раунд | 1/8 финала                       | Четвертьфинал         | Полуфинал             | Финал                 | Финал                 |
| Соревнование     | Спортсмен                        | Соперник Результат                             | Соперник Результат                     | Соперник Результат                             | Место           | Соперник Результат               | Соперник Результат    | Соперник Результат    | Соперник Результат    | Место                 |
| ---------------- | -------------------------------- | ---------------------------------------------- | -------------------------------------- | ---------------------------------------------- | --------------- | -------------------------------- | --------------------- | --------------------- | --------------------- | --------------------- |
| одиночный разряд | Кейша Фатима Захра               | Саманта Голубикайте (LTU) В 2:0                | Влада Гинга (MDA) В 2:0                | Ивонна Ли (GER) В 2:1                          | 1 Q             | Дженджира Штадельман (SUI) П 1:2 | Завершила выступление | Завершила выступление | Завершила выступление | Завершила выступление |
| парный разряд    | Эра Мафтуха / Кейша Фатима Захра | Клара Азурменди / Беатрис Корралес (ESP) П 0:2 | Дебора Джил / Шерил Сайнен (NED) П 0:2 | Серена Ау Йонг / Катарина Хохмайер (AUT) В 2:1 | 3               | Завершили выступление            | Завершили выступление | Завершили выступление | Завершили выступление | Завершили выступление |

### Бокс
Мужчины
| Категория   | Спортсмены              | Первый раунд                    | Второй раунд                | Четвертьфинал                | Полуфинал                   | Финал                   | Место                |
| Категория   | Спортсмены              | Соперник Результат              | Соперник Результат          | Соперник Результат           | Соперник Результат          | Соперник Результат      | Место                |
| ----------- | ----------------------- | ------------------------------- | --------------------------- | ---------------------------- | --------------------------- | ----------------------- | -------------------- |
| до 51 кг    | Масуд Юсифзаде          | Не участвовал                   | Аттила Бернат (HUN) П 0:5   | Завершил выступление         | Завершил выступление        | Завершил выступление    | Завершил выступление |
| до 57 кг    | Умид Рустамов           | Роланд Вереш (HUN) П 0:5        | Завершил выступление        | Завершил выступление         | Завершил выступление        | Завершил выступление    | Завершил выступление |
| до 63,5 кг  | Малик Гасанов           | Бартоломей Роскович (POL) В 5:0 | Дин Кленси (IRL) П 2:3      | Завершил выступление         | Завершил выступление        | Завершил выступление    | Завершил выступление |
| до 71 кг    | Сархан Алиев            | Мизал Такаш (SVK) В 5:0         | Эскерхан Мадиев (GEO) В 3:2 | Макан-Ви Траоре (FRA) П 2-3  | Не прошёл                   | Не прошёл               | 5                    |
| до 80 кг    | Мурад Аллахвердиев      | Кевин Шуманн (GER) В RSC        | Никита Нистедт (FIN) В 4:1  | Амбарцум Акопян (ARM) В 5:0  | Габриэль Веочич (CRO) П 0-5 | Не прошёл               | 3                    |
| до 86 кг    | Лорен Альфонсо Домингес | Ян Зак (ISR) П 1:4              | Завершил выступление        | Завершил выступление         | Завершил выступление        | Завершил выступление    | Завершил выступление |
| свыше 92 кг | Мухаммад Абдуллаев      | Угур Айдемир (TUR) В RSC        | Николоз Бегадзе (GEO) В 3:1 | Стилианос Рулиас (GRE) В 5:0 | Нелви Тиафак (GER) В 4:1    | Делишес Ори (GBR) П 0-5 | 2                    |

Женшины
| Категория | Спортсмены                  | Первый раунд               | Второй раунд                 | Четвертьфинал           | Полуфинал             | Финал                 | Место                 |
| Категория | Спортсмены                  | Соперник Результат         | Соперник Результат           | Соперник Результат      | Соперник Результат    | Соперник Результат    | Место                 |
| --------- | --------------------------- | -------------------------- | ---------------------------- | ----------------------- | --------------------- | --------------------- | --------------------- |
| до 50 кг  | Анаханым Исмайлова          | Не участвовала             | Суареш Де Пино (POR) П DSQ   | Завершила выступление   | Завершила выступление | Завершила выступление | Завершила выступление |
| до 54 кг  | Зейнаб Рагимова             | Ленута Перийоц (ROU) П RSC | Завершила выступление        | Завершила выступление   | Завершила выступление | Завершила выступление | Завершила выступление |
| до 57 кг  | Махсати Гамзаева-Агамалыева | Не участвовала             | Татевик Хачатрян (ARM) В 5:0 | Амин Зидани (FRA) П 0-5 | Не прошла             | Не прошла             | 5                     |
| до 66 кг  | Шахла Аллахвердиева         | Не участвовала             | Ошин Дериюв (BEL) П 0-5      | Завершила выступление   | Завершила выступление | Завершила выступление | Завершила выступление |
| до 75 кг  | Айнур Рзаева                | Не участвовала             | Ирина Шоенбергер (GER) П 0-5 | Завершила выступление   | Завершила выступление | Завершила выступление | Завершила выступление |

### Дзюдо
Мужчины
| Категория                  | Спортсмены | Первый раунд       | 1/8 финала         | Четвертьфинал         | Полуфинал             | Финал                 | Место                 |
| Категория                  | Спортсмены | Соперник Результат | Соперник Результат | Соперник Результат    | Соперник Результат    | Соперник Результат    | Место                 |
| -------------------------- | --- | ------------------ | ------------------ | --------------------- | --------------------- | --------------------- | --------------------- |
| смешанный командный турнир | Нариман Мирзоев Рашид Мамедалиев Эльджан Гаджиев Вугар Талыбов Джамал Гамзатханов Имран Юсифов Фидан Ализаде Субаба Агаева Гюнель Гасанли Нармин Амирли Нигяр Сулейманова | Чехия · В 4:1      | Франция · П 0:4    | Завершили выступление | Завершили выступление | Завершили выступление | Завершили выступление |

### Карате
Мужчины
| Категория   | Спортсмены       | Групповой этап               | Групповой этап              | Групповой этап                     | Полуфинал                  | Финал                        | Место                |
| Категория   | Спортсмены       | Соперник Результат           | Соперник Результат          | Соперник Результат                 | Соперник Результат         | Соперник Результат           | Место                |
| ----------- | ---------------- | ---------------------------- | --------------------------- | ---------------------------------- | -------------------------- | ---------------------------- | -------------------- |
| до 60 кг    | Аминага Гулиев   | Христос Стефанос (GRE) П 1–2 | Эраем Самдан (TUR) П 0–7    | Аркадиуш Квасневски (POL) В 1–0    | Завершил выступление       | Завершил выступление         | Завершил выступление |
| до 67 кг    | Турал Агаларзаде | Мартиал Тадисси (HUN) В 4–0  | Ноа Писино (SUI) В 5–3      | Дионисиос Ксенос (GRE) В 2–0       | Милош Сабиецки (POL) В 4–3 | Дионисиос Ксенос (GRE) В 0–0 | 1                    |
| до 75 кг    | Фарид Агаев      | Андрей Заплитный (UKR) П 1–2 | Даниэле Де Виво (ITA) П 2–5 | Тьяго Гонсалвеш (POR) Шаблон:Н 0–0 | Завершил выступление       | Завершил выступление         | Завершил выступление |
| свыше 84 кг | Асиман Гурбанлы  | Бабакар Сахо (ESP) В 6–4     | Гогита Аркания (GEO) П 1–2  | Анес Бостанджич (BIH) В 9–1        | Андело Квесич (CRO) П 3–5  | Не прошёл                    | 3                    |

Женщины
| Категория   | Спортсмены      | Групповой этап               | Групповой этап              | Групповой этап                | Полуфинал              | Финал                     | Место                 |
| Категория   | Спортсмены      | Соперник Результат           | Соперник Результат          | Соперник Результат            | Соперник Результат     | Соперник Результат        | Место                 |
| ----------- | --------------- | ---------------------------- | --------------------------- | ----------------------------- | ---------------------- | ------------------------- | --------------------- |
| до 50 кг    | Фидан Теймурова | Эрминия Перфетто (ITA) П 1–5 | Шара Хайбрих (GER) В 3–1    | Серап Озчелик (TUR) П 1–3     | Завершила выступление  | Завершила выступление     | Завершила выступление |
| до 55 кг    | Мадина Садыхова | Ивет Горанова (BUL) П 1–3    | Мария Кернер (POL) В 3–0    | Дженнифер Уорлинг (LUX) П 2–3 | Завершила выступление  | Завершила выступление     | Завершила выступление |
| до 68 кг    | Ирина Зарецкая  | Галина Мельник (UKR) В 5–0   | Анита Макян (ARM) В 8–0     | Мария Ньетто (ESP) В 4–3      | Ализе Агье (FRA) В 3–0 | Элена Куиричи (SUI) В 4–1 | 1                     |
| свыше 68 кг | Фарида Алиева   | Мария Торрес (ESP) П 2–4     | Клио Ферракутти (ITA) П 2–4 | Люсия Лесяк (CRO) П 0–4       | Завершила выступление  | Завершила выступление     | Завершила выступление |

### Кикбоксинг
Мужчины
| Категория               | Спортсмены        | Четвертьфинал             | Полуфинал                            | Финал                          | Место                |
| Категория               | Спортсмены        | Соперник Результат        | Соперник Результат                   | Соперник Результат             | Место                |
| ----------------------- | ----------------- | ------------------------- | ------------------------------------ | ------------------------------ | -------------------- |
| фулл-контакт до 63,5 кг | Фарид Агамогланов | Филип Барак (SVK) В 3:0   | Милтон Барриос Галаррета (NOR) В 3:0 | Дамиано Трамонтана (ITA) В 3:0 | 1                    |
| фулл-контакт до 67 кг   | Эльшад Шахбазов   | Артём Мельник (UKR) П 0:3 | Завершил выступление                 | Завершил выступление           | Завершил выступление |

### Лёгкая атлетика
Изначально на Европейских играх должны были участвовать также прыгун Назим Бабаев (в прыжках в длину) и бегун Алхам Нагиев (в беге на 100 метров, 200 метров и эстафетах 4x100 и 4x400 метров). Но эти атлеты получили траву на Мемориале Афгана Сафарова перед стартов Игр и были заменены на Назими Аббасзаде и Алексея Алиакперова соответственно.
Командный турнир
| Страна      | Дивизион                       | Дивизион | Очки  | Очки  | Очки  | Очки  | Очки   | Очки   | Очки              | Очки              | Очки              | Очки    | Очки    | Очки | Очки  | Очки  | Очки | Очки | Очки   | Очки    | Очки  | Всего | Место |
| Страна      | Дивизион                       | Дивизион | 100 м | 200 м | 400 м | 800 м | 1500 м | 5000 м | 110 м с барьерами | 400 м с барьерами | 3000 м стипль-чез | 4x100 м | 4x400 м | Ядро | Копьё | Молот | Диск | Шест | Высота | Тройной | Длина | Всего | Место |
| ----------- | ------------------------------ | -------- | ----- | ----- | ----- | ----- | ------ | ------ | ----------------- | ----------------- | ----------------- | ------- | ------- | ---- | ----- | ----- | ---- | ---- | ------ | ------- | ----- | ----- | ----- |
| Азербайджан | Командный турнир, 3-й Дивизион | Мужчины  | 5     | 6     | 6     | 2     | 5      | 4      | N/A               | 10                | N/A               | 9       | 9       | 9    | N/A   | N/A   | 6    | N/A  | N/A    | 14      | 8     | 180   | 13    |
| Азербайджан | Командный турнир, 3-й Дивизион | Женщины  | 6     | 6     | 11    | 6     | 10     | 11     | N/A               | N/A               | N/A               | N/A     | 9       | N/A  | N/A   | 15    | N/A  | N/A  | N/A    | 15      | 7     | 180   | 13    |

     : победа в дисциплине 
Мужчины
Беговые дисциплины
| Спортсмен                                    | Дисциплина                    | 3-й Дивизион | 3-й Дивизион |
| Спортсмен                                    | Дисциплина                    | Время        | Место        |
| -------------------------------------------- | ----------------------------- | ------------ | ------------ |
| Алексей Алиакперов                           | бег на 100 метров             | 11,23 с      | 11           |
| Алексей Алиакперов                           | бег на 200 метров             | 22,25 с      | 10           |
| Джавид Мамедов                               | бег на 400 метров             | 49,58 с      | 10           |
| Джавид Мамедов                               | бег на 400 метров с барьерами | 55,76 с      | 6            |
| Эльман Абышов                                | бег на 5000 метров            | 16:26,70 мин | 12           |
| Эльман Абышов                                | бег на 1500 метров            | 4:18,19 мин  | 11           |
| Эльман Абышов                                | бег на 800 метров             | 2:06,12 с    | 14           |
| Алексей Алиакперов Али Абдиев Гадир Гурбанов | эстафета 4x100 метров         | 42,63 с      | 7            |

Технические дисциплины
| Спортсмен        | Дисциплина     | 3-й Дивизион | 3-й Дивизион |
| Спортсмен        | Дисциплина     | Результат    | Место        |
| ---------------- | -------------- | ------------ | ------------ |
| Кясгин Аббасзаде | прыжки в длину | 7,12 м       | 8            |
| Алексис Копельо  | тройной прыжок | 15,91 м      | 2            |
| Исмаил Алиев     | толкание ядра  | 15,84 м      | 7            |
| Исмаил Алиев     | метание диска  | 44,83 м      | 10           |

Женщины
Беговые дисциплины
| Спортсмен     | Дисциплина         | 3-й Дивизион | 3-й Дивизион |
| Спортсмен     | Дисциплина         | Время        | Место        |
| ------------- | ------------------ | ------------ | ------------ |
| Ламия Велиева | бег на 400 метров  | 55,79 с      | 5            |
| Илаха Гулиева | бег на 100 метров  | 12,39 с      | 10           |
| Илаха Гулиева | бег на 200 метров  | 25,33 с      | 10           |
| Анна Юсупова  | бег на 5000 метров | 17:37,97 мин | 5            |
| Анна Юсупова  | бег на 1500 метров | 4:38.00 мин  | 6            |
| Анна Юсупова  | бег на 800 метров  | 2:17.33 мин  | 10           |

 Технические дисциплины
| Спортсмен         | Дисциплина     | 3-й Дивизион | 3-й Дивизион |
| Спортсмен         | Дисциплина     | Результат    | Место        |
| ----------------- | -------------- | ------------ | ------------ |
| Фахрийя Тагизаде  | прыжок в длину | 5,14 м       | 9            |
| Екатерина Сарыева | тройной прыжок | 13.38 м      | 1            |
| Анна Скидан       | метание молота | 71,69 м      | 1            |

Смешанные
Беговые дисциплины
| Спортсмен                                             | Дисциплина            | 3-й Дивизион | 3-й Дивизион |
| Спортсмен                                             | Дисциплина            | Время        | Место        |
| ----------------------------------------------------- | --------------------- | ------------ | ------------ |
| Джавид Мамедов Ламия Велиева Али Абдиев Илаха Гулиева | эстафета 4x400 метров | 3:31.55 мин  | 7            |

### Падел-теннис
Женщины
| Соревнование | Спортсмен                      | 1/16 финала                                   | 1/8 финала            | Четвертьфинал         | Полуфинал             | Финал                 | Финал                 |
| Соревнование | Спортсмен                      | Соперник Результат                            | Соперник Результат    | Соперник Результат    | Соперник Результат    | Соперник Результат    | Место                 |
| ------------ | ------------------------------ | --------------------------------------------- | --------------------- | --------------------- | --------------------- | --------------------- | --------------------- |
| пары         | Нармина Багирова Самира Алиева | Чьяра Паппацена Джулия Суссарелло (ITA) П 0:2 | Завершили выступление | Завершили выступление | Завершили выступление | Завершили выступление | Завершили выступление |

### Пляжный футбол

#### Мужчины
Сборная Азербайджана квалифицировалась на Игры как финалист Евролиги 2022. По итогам состоявшейся 11 мая 2023 года жеребьёвки, сборная Азербайджана попала в группу A вместе с командами Польши, Португалии и Испании.
Состав
| №  |  | Поз. | Имя              | Год рождения |
| -- |  | ---- | ---------------- | ------------ |
| 1  |  | Вр   | Вагиф Ширинбеков | 1987         |
| 4  |  | Защ  | Эльшад Манафов   | 1992         |
| 11 |  | Пзщ  | Орхан Мамедов    | 1987         |
| 22 |  | Вр   | Эльчин Гасымов   | 1989         |
| 7  |  | Пзщ  | Амид Назаров     | 1989         |
| 10 |  | Нап  | Рамиль Алиев     | 1992         |

| №  |  | Поз. | Имя               | Год рождения |
| -- |  | ---- | ----------------- | ------------ |
| 17 |  | Нап  | Сабир Аллахгулиев | 1988         |
| 13 |  | Пзщ  | Джомард Бахшалиев | 1988         |
| 19 |  | Пзщ  | Гусейн Ахундов    | 1988         |
| 6  |  | Пзщ  | Иса Зейналлы      | 1994         |
| 9  |  | Пзщ  | Фуад Гусейнов     | 1996         |
| 14 |  | Пзщ  | Камран Гурбатов   | 2002         |

Результаты
Групповой этап (Группа A)
| М | Команда     | И | В | Н | П | Мячи    | ±   | О |
| - | ----------- | - | - | - | - | ------- | --- | - |
| 1 | Португалия  | 3 | 3 | 0 | 0 | 19 − 9  | +10 | 9 |
| 2 | Испания     | 3 | 2 | 0 | 1 | 18 − 9  | +9  | 6 |
| 3 | Польша      | 3 | 1 | 0 | 2 | 10 − 14 | −4  | 3 |
| 4 | Азербайджан | 3 | 0 | 0 | 3 | 5 − 19  | −14 | 0 |

| 27 июня 2023 21:30 (UTC+2)            | \| Азербайджан \| 2:7 отчёт \| Польша \| \| Эльшад Манафов 4′ · Фуад Гусейнов 27′ \| Голы \| Филип Гак 5′ · Якуб Жесионовски 8′ · Михал Витковски 11′, 23′ · Якуб Бистула 18′ · Даниэль Баран 32′ · Витольд Зиобер 36′ \| | Стадион: Пляжная арена Тарнува, Тарнув Судья: Лауринас Арзуолаитис                                                        |
| Азербайджан                           | 2:7 отчёт | Польша |
| Эльшад Манафов 4′ · Фуад Гусейнов 27′ | Голы | Филип Гак 5′ · Якуб Жесионовски 8′ · Михал Витковски 11′, 23′ · Якуб Бистула 18′ · Даниэль Баран 32′ · Витольд Зиобер 36′ |

| 28 июня 2023 17:00 (UTC+2)                                                                | \| Португалия \| 5:2 отчёт \| Азербайджан \| \| Рубен Брилханте 17′ · Бернардо Сантуш 24′ · Леонардо Сантуш 25′, 36′ · Мигель Пинтадо 31′ \| Голы \| Орхан Мамедов 6′, 31′ \| | Стадион: Пляжная арена Тарнува, Тарнув Судья: Килиан Миндер |
| Португалия                                                                                | 5:2 отчёт | Азербайджан                                                 |
| Рубен Брилханте 17′ · Бернардо Сантуш 24′ · Леонардо Сантуш 25′, 36′ · Мигель Пинтадо 31′ | Голы | Орхан Мамедов 6′, 31′                                       |

| 29 июня 2023 17:00 (UTC+2)                                                                                      | \| Испания \| 7:1 отчёт \| Азербайджан \| \| Франсиско Мехьяс 2′ · Сальвадор Ардил 13′, 24′, 34′ · Хосе Ариас 21′ · Мигель Сантисо 22′ · Антонио Ригуард 26′ \| Голы \| Эльшад Манафов 10′ \| | Стадион: Пляжная арена Тарнува, Тарнув Судья: Савелио Ботталичо |
| Испания | 7:1 отчёт | Азербайджан                                                     |
| Франсиско Мехьяс 2′ · Сальвадор Ардил 13′, 24′, 34′ · Хосе Ариас 21′ · Мигель Сантисо 22′ · Антонио Ригуард 26′ | Голы | Эльшад Манафов 10′                                              |

Плей-офф
Классификация за 5-8 места
| 30 июня 2023 16:30 (UTC+2)                                                                 | \| Азербайджан \| 7:6 отчёт \| Украина \| \| Амид Назаров 1′, 34′, 37′ · Эльшад Манафов 26′, 36′ · Иса Зейналлы 28′ · Орхан Мамедов 32′ \| Голы \| Александр Пославский 9′, 29′ · Олег Зборовский 10′ · Андрей Пашко 13′ · Дмитрий Войтенко 13′, 33′ \| | Стадион: Пляжная арена Тарнува, Тарнув Судья: Аннет Унтербек                                      |
| Азербайджан                                                                                | 7:6 отчёт | Украина                                                                                           |
| Амид Назаров 1′, 34′, 37′ · Эльшад Манафов 26′, 36′ · Иса Зейналлы 28′ · Орхан Мамедов 32′ | Голы | Александр Пославский 9′, 29′ · Олег Зборовский 10′ · Андрей Пашко 13′ · Дмитрий Войтенко 13′, 33′ |

Матч за 5-6 места
| 1 июля 2023 16:00 (UTC+2)                                                      | \| Азербайджан \| 4:2 отчёт \| Молдова \| \| Амид Назаров 8′ · Сабир Аллахгулиев 23′ · Рамиль Алиев 24′ · Фуад Гусейнов 24′ \| Голы \| Думитру Граур 19′ · Григоре Гожокари 26′ \| | Стадион: Пляжная арена Тарнува, Тарнув Судья: Ангелика Гебка |
| Азербайджан                                                                    | 4:2 отчёт | Молдова                                                      |
| Амид Назаров 8′ · Сабир Аллахгулиев 23′ · Рамиль Алиев 24′ · Фуад Гусейнов 24′ | Голы | Думитру Граур 19′ · Григоре Гожокари 26′                     |

### Стрельба
Руслан Лунёв завоевал лицензию на Европейские игры 2023 года в Таллине (Эстония), где на чемпионате Европы по пулевой стрельбе завоевал серебряную медаль по стрельбе из пневматического пистолета на дистанции 10 метров, что позволило ему завоевать лицензию Игры.
Мужчины
| Спортсмены   | Соревнование                       | Квалификация | Квалификация | Финал                | Финал                |
| Спортсмены   | Соревнование                       | Результат    | Место        | Результат            | Место                |
| ------------ | ---------------------------------- | ------------ | ------------ | -------------------- | -------------------- |
| Руслан Лунёв | пневматический пистолет, 10 метров | 577          | 11           | Завершил выступление | Завершил выступление |
| Руслан Лунёв | скорострельный пистолет, 25 метров | 581          | 6 Q          | 9                    | 8                    |

Женщины
| Спортсмены                                              | Соревнование                                | Квалификация | Квалификация | Финал                 | Финал                 |
| Спортсмены                                              | Соревнование                                | Результат    | Место        | Результат             | Место                 |
| ------------------------------------------------------- | ------------------------------------------- | ------------ | ------------ | --------------------- | --------------------- |
| Нигяр Насирова                                          | пневматический пистолет, 10 метров          | 565          | 25           | Завершила выступление | Завершила выступление |
| Нигяр Насирова                                          | скорострельный пистолет, 25 метров          | 568          | 25           | Завершила выступление | Завершила выступление |
| Нурлана Джафарова                                       | скит                                        | 109          | 26           | Завершила выступление | Завершила выступление |
| Регина Мефтахатдинова                                   | скит                                        | 115          | 18           | Завершила выступление | Завершила выступление |
| Регина Мефтахатдинова Нурлана Джафарова Севда Наджафова | скит, команды                               | 196          | 4 Q          | За 3-е место          | 4                     |
| Регина Мефтахатдинова Нурлана Джафарова Севда Наджафова | скит, команды                               | 196          | 4 Q          | Чехия · П 0-6         | 4                     |
| Айдан Джамалова                                         | трап                                        | 114          | 15           | Завершила выступление | Завершила выступление |
| Ульвия Эйвазова                                         | трап                                        | 105          | 29           | Завершила выступление | Завершила выступление |
| Айдан Джамалова Ульвия Эйвазова Алина Рафиханова        | трап, команды                               | 187          | 5            | Завершили выступление | Завершили выступление |
| Назрин Аббаслы                                          | пневматический пистолет, 10 метров          | 557          | 35           | Завершила выступление | Завершила выступление |
| Нигяр Насирова Нармина Самедова Назрин Аббаслы          | пневматический пистолет, 10 метров, команды | 826          | 9            | Завершили выступление | Завершили выступление |

Смешанные дисциплины
| Спортсмены                  | Соревнование                                        | Квалификация | Квалификация | Финал                 | Финал                 |
| Спортсмены                  | Соревнование                                        | Результат    | Место        | Результат             | Место                 |
| --------------------------- | --------------------------------------------------- | ------------ | ------------ | --------------------- | --------------------- |
| Руслан Лунёв Нигяр Насирова | пневматический пистолет, 10 метров, команды (микст) | 572          | 17           | Завершили выступление | Завершили выступление |
| Руслан Лунёв Нигяр Насирова | скорострельный пистолет, 25 метров, команды (микст) | 525          | 9            | Завершили выступление | Завершили выступление |

### Стрельба из лука
Женщины
| Соревнование              | Спортсмены          | Квалификация | Квалификация | 1/32 финала                       | 1/16 финала           | 1/8 финала            | Четвертьфинал         | Полуфинал             | Финал                 | Место                 |
| Соревнование              | Спортсмены          | Результат    | Место        | Соперник Результат                | Соперник Результат    | Соперник Результат    | Соперник Результат    | Соперник Результат    | Соперник Результат    | Место                 |
| ------------------------- | ------------------- | ------------ | ------------ | --------------------------------- | --------------------- | --------------------- | --------------------- | --------------------- | --------------------- | --------------------- |
| индивидуальное первенство | Яйлагюль Рамазанова | 645          | 23           | Паулина Раманаускайте (LTU) П 5-6 | Завершила выступление | Завершила выступление | Завершила выступление | Завершила выступление | Завершила выступление | Завершила выступление |

### Тайский бокс
Мужчины
| Категория | Спортсмены        | Четвертьфинал               | Полуфинал            | Финал                | Место                |
| Категория | Спортсмены        | Соперник Результат          | Соперник Результат   | Соперник Результат   | Место                |
| --------- | ----------------- | --------------------------- | -------------------- | -------------------- | -------------------- |
| до 67 кг  | Хаял Алиев        | Гиоргий Клеин (GEO) В RSC   | Оскар Зигерт (POL) П | Не прошёл            | 3                    |
| до 71 кг  | Махаббат Гумбатов | Якуб Ражевски (POL) П 28-29 | Завершил выступление | Завершил выступление | Завершил выступление |

Женшины
| Категория  | Спортсмены     | Четвертьфинал                 | Полуфинал                | Финал              | Место |
| Категория  | Спортсмены     | Соперник Результат            | Соперник Результат       | Соперник Результат | Место |
| ---------- | -------------- | ----------------------------- | ------------------------ | ------------------ | ----- |
| до 57 кг   | Айсу Девришова | Питеса Зельжана (CRO) В 30-26 | Патрисия Акслинг (SWE) П | Не прошла          | 3     |
| до 63,5 кг | Эмили Рзаева   | Нору Корнолл (FRA) В WO       | Тереза Стецова (CZE) П   | Не прошла          | 3     |

### Триатлон
Мужчины
| Соревнование              | Спортсмены       | Плавание | Смена | Велосипед | Смена | Бег   | Итоговое время | Место | Отставание |
| ------------------------- | ---------------- | -------- | ----- | --------- | ----- | ----- | -------------- | ----- | ---------- |
| индивидуальное первенство | Ростислав Певцов | 18:41    | 0:53  | 56:29     | 0:28  | 30:29 | 1:46:58        | 6     | +0:08      |

### Тхэквондо
Мужчины
| Категория | Спортсмены       | 1/8 финала                         | Четвертьфинал                | Полуфинал                  | Финал                       | Место                |
| Категория | Спортсмены       | Соперник Результат                 | Соперник Результат           | Соперник Результат         | Соперник Результат          | Место                |
| --------- | ---------------- | ---------------------------------- | ---------------------------- | -------------------------- | --------------------------- | -------------------- |
| до 54 кг  | Сайяд Дадашов    | Халед Абдел-Хаим (GER) В 2-0       | Любомир Богданов (BUL) В 2-0 | Эбрахим Марван (SWE) В 2-0 | Арильо Васкес (ESP) П 1-2   | 2                    |
| до 58 кг  | Гашим Магомедов  | Аймен Акнин (NED) В 2-0            | Адриан Висенте (HUN) П 0-2   | Утешительный турнир        | Утешительный турнир         | 3                    |
| до 58 кг  | Гашим Магомедов  | Аймен Акнин (NED) В 2-0            | Адриан Висенте (HUN) П 0-2   | Дмитрий Нагаев (ISR) В 2-0 | Матиас Ломартир (ITA) В 2-0 | 3                    |
| до 68 кг  | Джавад Агаев     | Константинос Хамалидис (GRE) П 1-2 | Завершил выступление         | Завершил выступление       | Завершил выступление        | Завершил выступление |
| до 74 кг  | Эльтадж Гафаров  | Лукаш Чуднох (POL) В 0-0           | Стефан Таков (SRB) П 0-2     | Завершил выступление       | Завершил выступление        | Завершил выступление |
| до 87 кг  | Талех Сулейманов | Александер Бахманн (GER) П 1-2     | Завершил выступление         | Завершил выступление       | Завершил выступление        | Завершил выступление |

Женщины
| Категория | Спортсмены        | 1/8 финала                      | Четвертьфинал              | Полуфинал                 | Финал                       | Место                 |
| Категория | Спортсмены        | Соперник Результат              | Соперник Результат         | Соперник Результат        | Соперник Результат          | Место                 |
| --------- | ----------------- | ------------------------------- | -------------------------- | ------------------------- | --------------------------- | --------------------- |
| до 46 кг  | Миная Акперова    | Не участвовала                  | София Зампетти (ITA) П 0-2 | Утешительный турнир       | Утешительный турнир         | 5                     |
| до 46 кг  | Миная Акперова    | Не участвовала                  | София Зампетти (ITA) П 0-2 | Дина Пурьенес (ERT) В 2-0 | Кирьяки Коутуки (CYP) П 0-2 | 5                     |
| до 49 кг  | Патимат Абакарова | Суфарада Кискальд (GER) П 0-2   | Завершила выступление      | Завершила выступление     | Завершила выступление       | Завершила выступление |
| до 67 кг  | Фарида Азизова    | Афанасия Митсополоу (GRE) П 1-2 | Завершила выступление      | Завершила выступление     | Завершила выступление       | Завершила выступление |

### Фехтование
Мужчины
| Соревнование                       | Спортсмены                                               | 1/64 финала                | 1/32 финала                  | 1/16 финала               | 1/8 финала                | Четвертьфинал             | Полуфинал                 | Финал                     | Место                     |
| Соревнование                       | Спортсмены                                               | Соперник Результат         | Соперник Результат           | Соперник Результат        | Соперник Результат        | Соперник Результат        | Соперник Результат        | Соперник Результат        | Место                     |
| ---------------------------------- | -------------------------------------------------------- | -------------------------- | ---------------------------- | ------------------------- | ------------------------- | ------------------------- | ------------------------- | ------------------------- | ------------------------- |
| сабля, командное соревнование      | Салех Мамедов Айхан Хасыев Мурад Акперов Магсуд Гусейнли | Не проводился              | Не проводился                | Не проводился             | Венгрия · П 25-45         | Утешительный блок         | Утешительный блок         | Утешительный блок         | 13                        |
| сабля, командное соревнование      | Салех Мамедов Айхан Хасыев Мурад Акперов Магсуд Гусейнли | Не проводился              | Не проводился                | Не проводился             | Венгрия · П 25-45         | Турция · П 31-45          | Греция · В 45-43          | Ирландия · В 45-30        | 13                        |
| сабля, индивидуальное соревнование | Салех Мамедов                                            | Не участвовал              | Пиотр Сзжепаник (POL) П 5–15 | Завершил выступление      | Завершил выступление      | Завершил выступление      | Завершил выступление      | Завершил выступление      | Завершил выступление      |
| сабля, индивидуальное соревнование | Айхан Хасыев                                             | Не прошёл групповой раунд  | Не прошёл групповой раунд    | Не прошёл групповой раунд | Не прошёл групповой раунд | Не прошёл групповой раунд | Не прошёл групповой раунд | Не прошёл групповой раунд | Не прошёл групповой раунд |
| сабля, индивидуальное соревнование | Магсуд Гусейнли                                          | Не прошёл групповой раунд  | Не прошёл групповой раунд    | Не прошёл групповой раунд | Не прошёл групповой раунд | Не прошёл групповой раунд | Не прошёл групповой раунд | Не прошёл групповой раунд | Не прошёл групповой раунд |
| сабля, индивидуальное соревнование | Мурад Акперов                                            | Не участвовал              | Инаки Браво (ESP) П 9–15     | Завершил выступление      | Завершил выступление      | Завершил выступление      | Завершил выступление      | Завершил выступление      | Завершил выступление      |
| шпага, командное соревнование      | Кянан Алиев Барат Гулиев Руслан Гасанов                  | Не проводился              | Не проводился                | Эстония · П 41-43         | Завершили выступление     | Завершили выступление     | Завершили выступление     | Завершили выступление     | Завершили выступление     |
| шпага, индивидуальное соревнование | Кянан Алиев                                              | Руслан Эсков (EST) П 13–15 | Завершил выступление         | Завершил выступление      | Завершил выступление      | Завершил выступление      | Завершил выступление      | Завершил выступление      | Завершил выступление      |
| шпага, индивидуальное соревнование | Барат Гулиев                                             | Не прошёл групповой раунд  | Не прошёл групповой раунд    | Не прошёл групповой раунд | Не прошёл групповой раунд | Не прошёл групповой раунд | Не прошёл групповой раунд | Не прошёл групповой раунд | Не прошёл групповой раунд |
| шпага, индивидуальное соревнование | Руслан Гасанов                                           | Не участвовал              | Адриен Фавре (SUI) П 14–15   | Завершил выступление      | Завершил выступление      | Завершил выступление      | Завершил выступление      | Завершил выступление      | Завершил выступление      |

Женщины
| Соревнование                       | Спортсмены                                                       | 1/32 финала               | 1/16 финала                      | 1/8 финала                  | Четвертьфинал         | Полуфинал             | Финал                 | Место                 |
| Соревнование                       | Спортсмены                                                       | Соперник Результат        | Соперник Результат               | Соперник Результат          | Соперник Результат    | Соперник Результат    | Соперник Результат    | Место                 |
| ---------------------------------- | ---------------------------------------------------------------- | ------------------------- | -------------------------------- | --------------------------- | --------------------- | --------------------- | --------------------- | --------------------- |
| сабля, командное соревнование      | Анна Башта Валерия Большакова Сабина Керимова Палина Каспиарович | Не проводился             | Не проводился                    | Румыния · В 45-42           | Италия · П 42-45      | Утешительный блок     | Утешительный блок     | 6                     |
| сабля, командное соревнование      | Анна Башта Валерия Большакова Сабина Керимова Палина Каспиарович | Не проводился             | Не проводился                    | Румыния · В 45-42           | Италия · П 42-45      | Греция · В 45-29      | Испания · П 42-45     | 6                     |
| сабля, индивидуальное соревнование | Анна Башта                                                       | Не участвовала            | Малгорзата Козачук (POL) П 11–15 | Завершила выступление       | Завершила выступление | Завершила выступление | Завершила выступление | Завершила выступление |
| сабля, индивидуальное соревнование | Валерия Большакова                                               | Юлика Функе (GER) В 15–11 | Сабина Керимова (AZE) П 12–15    | Завершила выступление       | Завершила выступление | Завершила выступление | Завершила выступление | Завершила выступление |
| сабля, индивидуальное соревнование | Сабина Керимова                                                  | Не участвовала            | Валерия Большакова (AZE) В 15–12 | Рената Катона (HUN) П 12–15 | Не прошла             | Не прошла             | Не прошла             | 11                    |